# アストンマーティン・ヴァルカン
ヴァルカン（Vulcan）は、アストンマーティンが2015年に発売したサーキット走行専用車である。公道での走行は不可。24台のみ生産され、日本円でおよそ2億6000万円で販売されていた。

## 仕様
車体はアルミ合金製シャシーにカーボンファイバー製ボディの組み合わせ。アンチダイブジオメトリを備えたプッシュロッドサスペンションが搭載されており、ダンパーとアンチロールバーの前後を調整可能なマルチマティック社のダイナミックサスペンションスプールバルブ（DSSV）や、ドライバーが調整可能なアンチロックブレーキシステム、可変式トラクションコントロールが装備されている。
エンジンは7.0LのV型12気筒自然吸気エンジンで、最高出力831ps/7,750rpm、最大トルク800N・m/6,500rpmを発生。Xtrac製の6速シーケンシャルトランスミッションと組み合わせられる。
乾燥重量は1,350kg。ブレーキはカーボンセラミック製で、タイヤはミシュラン製のPILOT SPORT CUP2が組み合わせられる。タイヤサイズはフロント380mm（15インチ）、リア360mm（14インチ）。
ヴァルカンはフェラーリ・XXプログラムやマクラーレン・P1 GTRと同様に、イベントでサーキットを走行するにはメーカーの承認を受けなければならないが、前出2車とは異なり、購入者は車を個人で所有することができる。

## ヴァルカン AMR Pro
ヴァルカンのAMR Proパッケージは、2017年のグッドウッド・フェスティバル・オブ・スピードで発表された。このパッケージには、ガーニーフラップ付きのデュアルエレメントリアウイング、大型カナード、サイドホイールアーチルーバー、ステアリングレスポンスを向上させるためのターニングベーンが装備されており、空力性能を中心に改良が施されている。これにより、通常仕様と比べてダウンフォース性能が27％向上している。
エンジンは通常仕様から変更ないが、ギアレシオは加速性能向上のためクロス寄りに変更されている。

## ロードカー仕様
イギリスのエンジニアリング会社であるRMLグループは、公道を走行できるよう改良を施したヴァルカンのロードカー仕様を発表した。
地上高を確保するために車高を上げ、背面のLEDブレードはプラスチック製のライトハウジングで覆われた。フロントフードにはヘッドライトが新設され、アストンマーティンのデザインスタディにマッチした形状とした。フロントノーズの側面に装備していたカナードは撤去され、スプリッターの長さも短くなっている。
エンジンは排気ガス規制に適合するための改良が加えられたほか、冷却効率を高めるためにサーキット仕様とは異なる冷却システムを搭載する。最高出力はサーキット仕様と同一。トランスミッションではギア比の変更のほか、クラッチもよりミートが容易なものに変更された。足回りではスプリングとダンパーレートが公道走行向けにリセッティングされ、ステアリングのロックトゥロックも大きくなっている。
サーキット仕様のサイドミラーは安全基準に適合しないため、ユニットごとDB11のものに交換された。また、フロントウィンドウにワイパーとウォッシャーが追加された。
リアバンパーはナンバープレートが取り付けられるよう改良された。リアウィングの翼端板にはウインカー用のアンバーライトストリップが新設された。インテリアは視認性を考慮してシートとステアリングが変更された。また、イモビライザーも標準で装備される。